# Sándor Kisfaludy
Sándor Kisfaludy, född 27 september 1772, död 28 oktober 1844, var en ungersk skald.
Kisfaludy var militär och råkade vid Milanos fall 1796 i fransk fångenskap. Redan förut litterärt intresserad och upptänd av György Bessenyeis, "den ungerske Voltaires", exempel, blev han under sin internering i Provence av en svärmisk parisiska uppmanad att besjunga Francesco Petrarcas och Laura de Sades kärlek. Här föddes så de första stroferna av hans Kesergö szerelem (1801; Sörjande kärlek), vilken sedan under intryck av gamla och nya kärlekssorger växte ut till en stor samling kärleksepigram i en av honom själv bildad sonettform. Dessa "den ungerske Petrarcas" eldiga och färgrika dikter gjorde ofantlig lycka.
Hemkommen 1800 efter nya krigsbedrifter, gifte han sig med sin förut motsträviga älskade och sjöng nu om Boldog szerelem (1807; Lycklig kärlek) i samma form, men med mindre eld. Mest kända är dessa diktsamlingar under den gemensamma titeln Himfy szerelmei (ordagrant: Himfys kärlekar). Som rik godsägare levde Kisfaludy sedan i en målerisk trakt vid Balatonsjön och besjöng bland annat i Regtk a magyar elöidöböl (1807; Sägner från Ungerns forntid) de gamla borgruinerna i nejden med deras romantiska minnen. Han skrev även några patriotiska dramer, som dock icke vann anklang. Himfys sånger är det sista alstret av den klassiska skola, som grundlades av Bessenyei och medförde den ungerska litteraturens renässans. Kisfaludys samlade skrifter utgavs i 6 band 1847 och har sedan utkommit i många upplagor.
Han var äldre bror till Károly Kisfaludy.